# Häxprocessen i Selárdalur
Häxprocessen i Selárdalur ägde rum i Selárdalur vid Arnarfjörður på Island 1669. Den resulterade i avrättningen av två män, som brändes på bål dömda för att ha förorsakat sjukdom och besatthet genom trolldom. Den följdes av ytterligare en avrättning 1675, som åtalades för att ha utsatt samma person för samma brott med hjälp av trolldom. 
Den isländska häxjakten började med avrättningen av Jón Rögnvaldsson år 1625 och fick sin rättsliga grund införd genom den danska trolldomsparagrafen, som infördes på Island 1630.
1668 blev husmodern Helga Halldorsdottir på gården Selardalur vid Arnarfjordur sjuk, och beskrev sig som plågad av ångest sänd av onda andar under ett helt halvår. Förtrollningen påverkade hela dalen och flera personer flydde därifrån. Till slut anklagade hon Jon Leifsson för att ha orsakat hennes sjukdom genom trollkonst därför att hon hade motsatt sig hans giftermål med en av hennes pigor. Förhören klarlade att han ägnade sig åt trollkonster. Ämbetsmannen Eggert lät bränna honom i Selardalur. Hans dödsdom bekräftades av alltinget efter avrättningen.
Jon Leifsson uppgav att han hade lärt sig trolldom av Erlendur Eyjolfsson. Dekanus Pall anmälde Eyjolfsson inför guvernör Torleifur Kortsson, och denna greps och brändes i Vesturhop i Hunavatnssysla sedan han hade erkänt sig skyldig som trollkonstlärare. 
Sex år senare, 1675, insjuknade Helga Halldorsdottir igen, denna gång tillsammans med sina två söner, och utpekade nu Magnus Bjarnason från Arnarfjordur som skyldig. Guvernör Torleifur Kortsson lät gripa Bjarnason, och när ett brev med magiska runor upptäcktes i hans ägo fördes han till Tingeyrar i Hunavatnssysla, där han brändes.